# ملحمة جلجامش (مارتين)

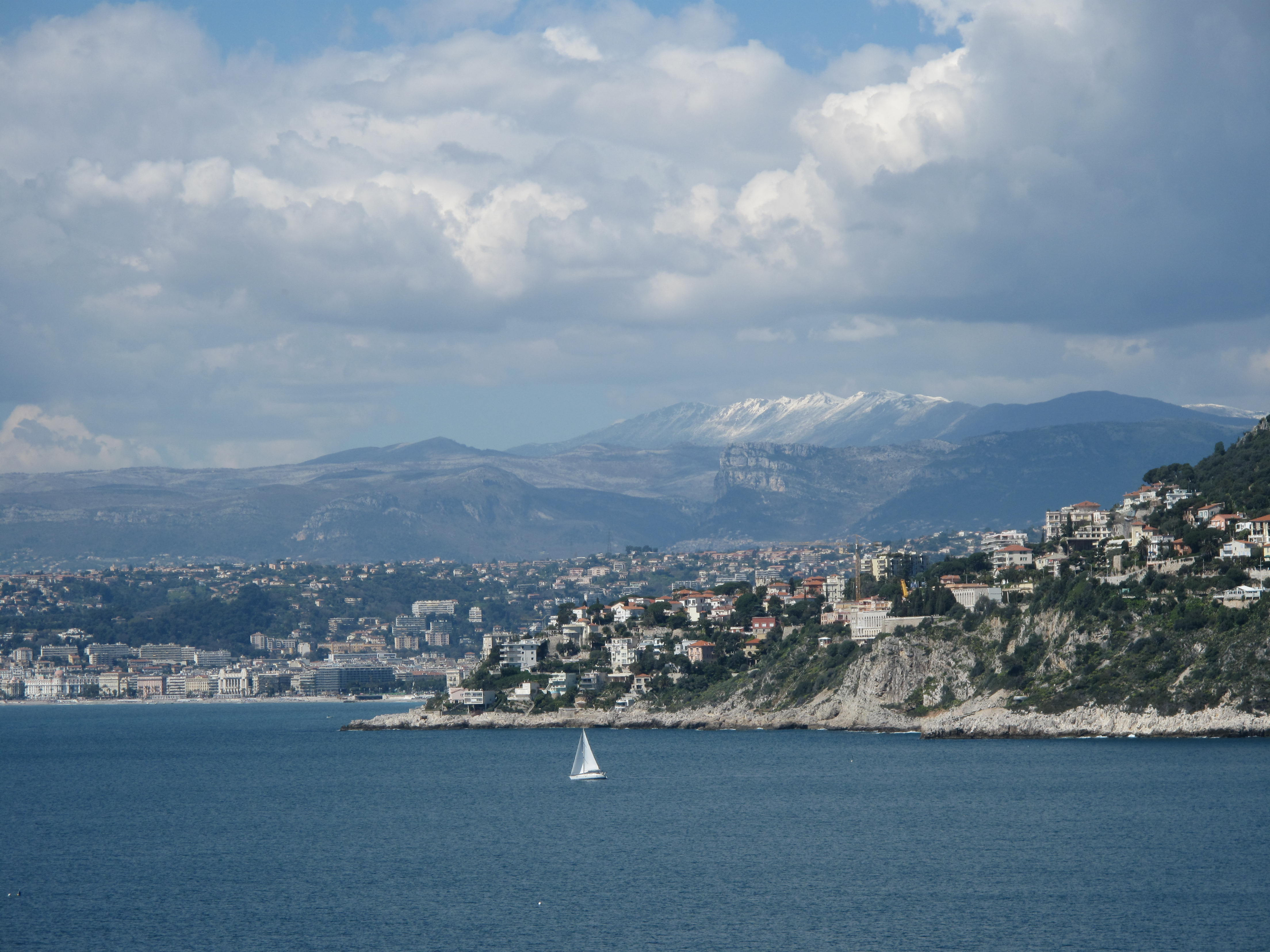
نيس ومونت بورون

Gilgameš جلجامش هي أوراتوريو من قبل بوهسلاف مارتينو ألّفها عام 1954-1955 بالقرب من نيس في فرنسا وعرضت لأول مرة في عام 1958 في بازل، سويسرا، مع العنوان و النص باللغة الألمانية، Das Gilgamesch.
ومع ذلك ، كتب مارتين نصه باللغة الإنجليزية، استناداً إلى ترجمة لهيدمينتر كامبل طومسون، في كتابه «ملحمة جلجامش» (1928), بأسلوبه الخاص، بأختياره بحرية ما يناسب موسيقاه. كان مارتينو يفضل أن يؤلف نصًا باللغة التشيكية، ووفقًا لسيرته الذاتية ميلوش شافرانك، فقد ندم على سماعه متأخراً للغاية حول الترجمة التشيكية الأخيرة للملحمة بواسطة الشاعر لوبور ماتوس. في وقت لاحق ، ترجم فرديناند بوجمان نص مارتينو على أساس عمل ماتوس لما أصبح Epos o Gilgamešovi.
يتألف النص من صورة مقطعية من ملحمة جلجامش الأصلية في ثلاثة أجزاء.
أقيم العرض الأول للموسيقى في 24 يناير 1958 مع أوركسترا غرفة بازل وجوقة غرفة بازل التي أشرف عليها بول ساشر. أقيم العرض الأول في المملكة المتحدة في عام 1959 من قبل السير مالكولم سارجنت، الذي كان شديد الإعجاب بها عند الاستماع لها في براغ. الفار ليدل كان الراوي. وتم تسجيل هذا. أجرى فيرنون هاندلي العمل في غيلدفورد في عام 1970. أجرى جيري بيلوهلافك عرضًا في قاعة المهرجان مع أوركسترا بي بي سي السيمفونية وجاك شيبرد في دور الراوي في عام 1995، والذي أصدرته هيئة الإذاعة البريطانية على قرص مضغوط.